# Andy González (athlétisme)
Pour les articles homonymes, voir Andy González.
Andy González Núñez, né le 17 octobre 1987 à La Havane, est un athlète cubain, spécialiste du 800 mètres.

## Carrière
Fin 2011, Andy González remporte le titre du 800 mètres des Jeux panaméricains disputés en altitude à Guadalajara, au Mexique. Auteur d'un record personnel à 1 min 45 s 58, il devance le Brésilien Kléberson Davide et l'autre Cubain Raidel Acea. Il remporte deux médailles d'or, sur 800 et 1 500 m lors des Jeux d'Amérique centrale et des Caraïbes de 2014 au Mexique.

### Palmarès
| Date | Compétition                                 | Lieu                 | Résultat | Épreuve |
| ---- | ------------------------------------------- | -------------------- | -------- | ------- |
| 2006 | Jeux d'Amérique centrale et des Caraïbes    | Carthagène des Indes | 1er      | 800 m   |
| 2007 | Jeux panaméricains                          | Rio de Janeiro       | 5e       | 800 m   |
| 2008 | Championnats d'Am. centrale et des Caraïbes | Cali                 | 1er      | 800 m   |
| 2008 | Championnats ibéro-américains               | Iquique              | 1er      | 800 m   |
| 2009 | Championnats d'Am. centrale et des Caraïbes | La Havane            | 2e       | 800 m   |
| 2011 | Championnats d'Am. centrale et des Caraïbes | Mayagüez             | 1er      | 800 m   |
| 2011 | Jeux panaméricains                          | Guadalajara          | 1er      | 800 m   |
| 2012 | Championnats ibéro-américains               | Barquisimeto         | 1er      | 800 m   |
| 2013 | Championnats d'Am. centrale et des Caraïbes | Morelia              | 1er      | 800 m   |
| 2014 | Jeux d'Amérique centrale et des Caraïbes    | Xalapa               | 1er      | 800 m   |
| 2014 | Jeux d'Amérique centrale et des Caraïbes    | Xalapa               | 1er      | 1 500 m |

### Records
En temps manuel, son record est de 1 min 45 s 3 obtenu à La Havane le 13 mars 2008.
| Épreuve | Performance   | Lieu        | Date            |
| ------- | ------------- | ----------- | --------------- |
| 800 m   | 1 min 45 s 58 | Guadalajara | 28 octobre 2011 |